# ファンタズム・アドベンチャー
『ファンタズム・アドベンチャー』は日本のファンタジーRPG（テーブルトークRPG）。
1988年、大日本絵画から出版された。サポート雑誌はゲームグラフィックス。
基本デザインはアメリカ人のトロイ・クリンステンセン（Troy Christensen）だが、製品化までのテスト・改訂（デベロップメント）は日本人スタッフによって行われた（Chief Coordinatorは武田邦人/草山弘章/小島豊喜/清田充規）。事実上、日本製のTRPGである。
発売当時の日本では設定が異色で話題となったゲームである。異世界ファンタジーの一種だが、SFの要素を多く取り入れたものになっている。

## 特徴
特徴的な部分は魔法と種族の豊富さがある。プレイヤーキャラクター(PC)として選択可能な種族は、各種族の亜種も数えると75種類におよぶ（サプリメントを導入すれば100種類を超える）。人間・エルフ・ドワーフといった一般的な種族だけでなく、ガーゴイルやスラス（昆虫人間）などの特殊な種族、さらにはファンタジーよりもスペースオペラに出てくるベムに近いものまで、同等に存在している（ただし、設定上はPC向きと言い難いものも含まれている）。『ファンタズム・アドベンチャー』を代表するPC用種族として語られるものには、「スリッジ」（スライム状の知的種族で口から酸液を吐く）や「タフィボーゼ」（異星人の末裔で三本腕と三本脚を持ち尻が頭の上にある）などがいる。
もうひとつの特徴である魔法については、魔法の発動や魔力の補給で行う儀式（動作や必要な物質など）がPC作成時点で様々な方法から選べるようになっており、独特な魔術師を作成することができた。そのユニーク性は、このゲームでの魔術がスタイリッシュな格好良さよりも「異形」が重視されていることを感じさせるフレーバーになっている。

## 世界設定
舞台となるのは架空の惑星「モノカン」。基本的に剣と魔法のファンタジー世界だが、宇宙から飛来した異星人の子孫なども含め、極めて多種多様な知的種族が共存している。また、スクアル僭主国にはライフルやグレネードランチャー、さらには蒸気で駆動する「シマーソード」（回転剣）を装備する、一種のパワードスーツなどのハイテク兵器も存在している。
ドラゴンや悪魔といったファンタジーの定番モンスターが登場するだけでなく、恐竜とメカ兵器が跋扈し人食い植物が自立歩行するような、スペースオペラで言う「未知の惑星探検もの」に出てくるような奇抜な世界となっている。さらに、クリーチャーデザインを担当した韮沢靖がこれらを独特の姿に視覚化しているため、見る者に鮮烈な印象を与えている。

## システム
行為判定は20面ダイス1つで行うが、ダメージ判定のみ様々な多面ダイスを使用する。

## アドバンスド・ファンタズム・アドベンチャー
本作を改訂した第2版は『アドバンスド・ファンタズム・アドベンチャー』として、1990年9月、大日本絵画より出版された。デザインは同じくトロイ・クリンステンセンである。やはり日本でデベロップされた（追田 誠一/土屋 光司）。雑誌でのサポートは『ゲームグラフィクス』の他、『コミックノイズィ』でもモノカンの悪魔たちの紹介が行われた。
システムの特色として、すべてのキャラクターを数値的に徹底的に差別化した表現が可能であり、またそれが強要されることがあげられる。たとえば特定の（ブロードソードの様な）武器についてダメージを決めるダイスの種類が指定されるのではなく、DFMと呼ばれるキャラクターの筋力や武器のダメージ特性を合計した結果、たとえ同じ武器を貸し借りしたとしても能力の違うPCが振るった場合、まったく異なるダイスを振ることが起こりうる。同様に射撃武器についてもその射程が武器によって固定されるのではなく、武器ごとの基本射程にキャラクターの能力値を合計した修正を掛け合わせることで最終的な射程を得る。鎧についてもキャラクターの体格の大小によってその重さや耐久度が変わることになっており、キャラクターメイキングに慣れるまでに相当な時間が必要となることもあった。
この数値的な差別化は成長システムにまで徹底されており、キャラクターはシナリオクリアによる基本的な経験点のほかに、その個人的な冒険の目的（スリルシーカー、富の所有、戦いの回避、等）を達成することでも経験をつむ事ができる様に配慮されていた。